# Бумажный тигр (фильм)
«Бумажный тигр» (англ. Paper Tiger) — британский приключенческий кинофильм 1975 года, режиссёра Кена Эннакина. 
Главные роли исполнили: Дэвид Нивен и Казухито Андо. 
Картина основана на одноименном романе Джека Дейвиса, который также написал сценарий фильма.

## Сюжет
«Бумажным тигром» пренебрежительно называют то, что только кажется грозным. Чтобы сын японского посла в одной из азиатских стран смог получить хорошее образование, для него выписали учителя из Европы. Желая произвести достойное впечатление, наставник постоянно рассказывает о своих вымышленных подвигах. Но город юго-восточной Азии Кулалонг всегда был довольно опасным местом. И скоро педагогу придется показать, чего он стоит на самом деле, а не на словах.

## В ролях
- Дэвид Нивен — «майор» Уолтер Брэдбери
- Тосиро Мифунэ (озвучивал Пол Фрис) — посол Кагояма
- Харди Крюгер — Гюнтер Мюллер
- Казухито Андо — Коичи Кагояма
- Ирэн Цу — Талах
- Иван Десни — министр иностранных дел
- Миико Така — мадам Кагояма
- Джефф Кори — мистер Кинг
- Патриция Донахью — миссис Кинг
- Роналд Фрейзер — сержант Форстер

## Интересные факты
- Другое русское название — «Неопасный противник»[2].